# Lista de obras de arte de Anders Zorn

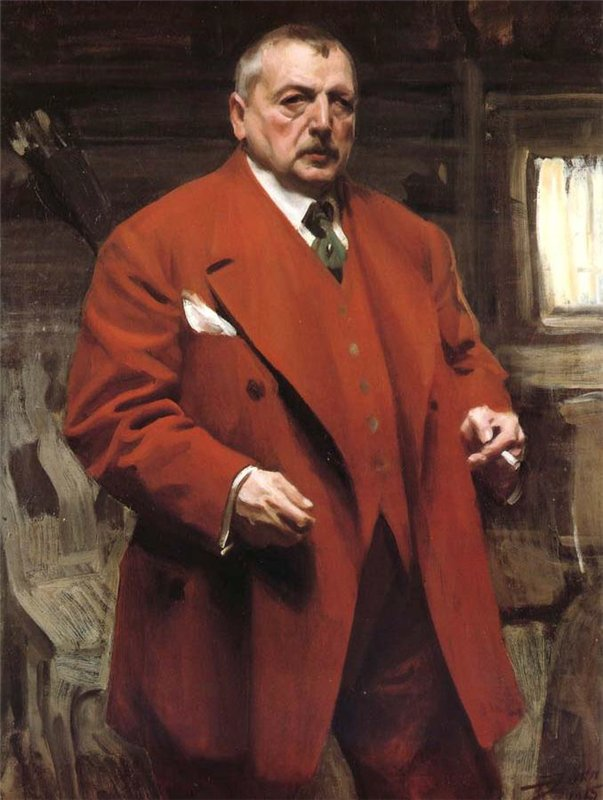
Anders Zorn (1860-1920).

Esta é uma lista de obras de arte de Anders Zorn.
Anders Zorn foi um pintor impressionista, escultor e gravador sueco que se destacou como um artista de retratos.
Começo os seus estudos em 1872 na escola de Enköping. Três anos depois, cursou a Academia de Artes de Estocolmo onde estudou até 1880.
Viajou pela Europa e, ao passar pela Espanha, interessou-se pelo trabalho de Velázquez. Foi para a França, onde adquiriu fama e estabeleceu sua residência em Paris. Na Exposição Universal de 1889 recebeu a comenda de Cavaleiro da Ordem Nacional da Legião de Honra. Visitou os Estados Unidos em diversas oportunidades, aonde retratou os presidentes norte-americanos Grover Cleveland em 1899 , Theodore Roosevelt em 1905 e William Taft em 1911.
Suas obras estão expostas no Museu Nacional de Belas Artes em Estocolmo, no Musée d'Orsay, em Paris, e no Art Institute of Chicago, em Chicago.
| Imagem | Título | Data                 | Material                         | Coleção                                                                         | Descrição |
| ------ | --- | -------------------- | -------------------------------- | ------------------------------------------------------------------------------- | --------- |
|        | Prazer de Verão | 1886                 | papel aquarela                   | No/unknown value                                                                |           |
|        | Morgonbad | 1919                 | bronze                           |                                                                                 |           |
|        | Oscar II | 1898                 | tinta a óleo tela                | No/unknown value                                                                |           |
|        | Awakening, Boulevard de Clichy | 1892                 | papel aquarela                   | No/unknown value                                                                |           |
|        | Reflexer | 1889                 | tinta a óleo tela                | No/unknown value                                                                |           |
|        | Woman Dressing | 1893                 | tinta a óleo tela                | No/unknown value                                                                |           |
|        | Bedouin Girl | 1886                 | papel aquarela                   | No/unknown value                                                                |           |
|        | Studio Idyll | 1918                 |                                  |                                                                                 |           |
|        | Potatiskitteln by Anders Zorn | 1915                 | tinta a óleo tela                |                                                                                 |           |
|        | In the pool | 1918                 | tinta a óleo tela                |                                                                                 |           |
|        | The Tub | 1888                 | papel aquarela                   |                                                                                 |           |
|        | Loft Bed | 1919                 | tinta a óleo tela                | No/unknown value                                                                |           |
|        | Sunbathing Girl | 1913                 | tinta a óleo tela                |                                                                                 |           |
|        | The Love Nymph | 1885                 | aquarela guache papel            |                                                                                 |           |
|        | In the Studio |                      | tinta a óleo tela                |                                                                                 |           |
|        | Archipelago flower | 1916                 | tinta a óleo tela                | No/unknown value                                                                |           |
|        | La Fille à la cigarette | 1892                 | tinta a óleo tela                |                                                                                 |           |
|        | By the fire |                      | tinta a óleo tela                |                                                                                 |           |
|        | As Corças | 1908                 | tinta a óleo tela                |                                                                                 |           |
|        | Kaikroddare |                      | tinta a óleo tela                |                                                                                 |           |
|        | Summer | 1887                 | papel destaques brancos aquarela |                                                                                 |           |
|        | In Gopsmor | 1 de janeiro de 1905 | tinta a óleo tela                | No/unknown value                                                                |           |
|        | In Santaham | 1906                 | tinta a óleo tela                |                                                                                 |           |
|        | Helga | 1917                 | tinta a óleo tela                |                                                                                 |           |
|        | Freyja | 1901                 | tinta a óleo tela                | No/unknown value                                                                |           |
|        | In Werner's Rowing Boat | 1917                 | tinta a óleo tela                | No/unknown value                                                                |           |
|        | red stocking | década de 1920 1914  | tinta a óleo tela                |                                                                                 |           |
|        | Red Sand | 1903                 | tinta a óleo tela                |                                                                                 |           |
|        | Nude in Fire Light | 1904                 | tinta a óleo tela                |                                                                                 |           |
|        | Naked under a spruce | 1892                 | tinta a óleo tela árvore         |                                                                                 |           |
|        | Jollen | 1918                 | tinta a óleo tela                |                                                                                 |           |
|        | Vierzehn Jahre, ich glaube schon | 1916                 | tinta a óleo tela                |                                                                                 |           |
|        | Rocks at Dalarö II | 1887                 | papel aquarela                   |                                                                                 |           |
|        | Lady with fur cape | 1887                 | papel aquarela                   |                                                                                 |           |
|        | Alameda de Apodaca (Street) in Cádiz | 1 de janeiro de 1887 | papel aquarela                   | No/unknown value                                                                |           |
|        | Bread baking | 1889                 | tinta a óleo tela                | No/unknown value                                                                |           |
|        | Banker Ludvig Arosenius | 1880                 | papel aquarela                   |                                                                                 |           |
|        | Breakfast in the green | 1886                 | papel aquarela                   |                                                                                 |           |
|        | Girl playing mandolin | 1884                 | papel aquarela                   |                                                                                 |           |
|        | The Embrace | década de 1880       | papel aquarela                   |                                                                                 |           |
|        | In the Port of Algiers | 1887                 | papel aquarela                   | No/unknown value                                                                |           |
|        | A Portrait of the Daughters of Ramón Subercaseaux | 1892                 | tinta a óleo tela                | No/unknown value                                                                |           |
|        | Dagmar | 1911                 | tinta a óleo tela                | No/unknown value                                                                |           |
|        | Vista do cais de Skeppsholm | 1890                 |                                  |                                                                                 |           |
|        | The Battleship Baltimore in Stockholm Harbor | 1890                 |                                  |                                                                                 |           |
|        | Girl from Mora Skiing |                      |                                  |                                                                                 |           |
|        | King Gustav V | 1909                 | tinta a óleo tela                | No/unknown value Museu Nacional de Belas-Artes da Suécia                        |           |
|        | Mrs Abby Marion Deering Howe | 1900                 | tinta a óleo tela                | No/unknown value                                                                |           |
|        | Dance in Gopsmor | 1906                 |                                  |                                                                                 |           |
|        | Sunday morning | 1891                 |                                  |                                                                                 |           |
|        | Q110788275 |                      |                                  |                                                                                 |           |
|        | Mrs. Symons | século XX            | tinta a óleo tela                |                                                                                 |           |
|        | Ols-Maria i Kuvådörren | 1918                 | tinta a óleo tela                | No/unknown value                                                                |           |
|        | Les Demoiselles Schwartz | 1889                 | tinta a óleo tela                |                                                                                 |           |
|        | The Flea | 1918                 | tinta a óleo tela                | No/unknown value                                                                |           |
|        | The lumber moves | 1916                 | tinta a óleo tela                | No/unknown value                                                                |           |
|        | Vid badkaret | 1915                 | tinta a óleo tela                | No/unknown value                                                                |           |
|        | Woman of Paris | 1887                 | tinta a óleo tela                | No/unknown value                                                                |           |
|        | Viktor Rydberg | 1890                 |                                  |                                                                                 |           |
|        | Ingeborg | 1907                 | tinta a óleo tela                | No/unknown value                                                                |           |
|        | The Awakening | 1906                 | tinta a óleo tela                |                                                                                 |           |
|        | Gods-Kari | 1916                 | tinta a óleo tela                |                                                                                 |           |
|        | Porträt der Lisen Lamm | 1885                 | aquarela                         |                                                                                 |           |
|        | Mademoiselle Antoinette May | 1890                 | aquarela                         |                                                                                 |           |
|        | Emma Zorn and Mouche, the dog | 1902                 | tinta a óleo                     |                                                                                 |           |
|        | Ols Maria | 1918                 | tinta a óleo tela                |                                                                                 |           |
|        | Ambassador David Jayne Hill | 1911                 | tinta a óleo tela                |                                                                                 |           |
|        | "Jag får, jag får icke..." (Kulla i Orsadräkt) | 1879                 | aquarela papel                   | No/unknown value                                                                |           |
|        | Portrait of a Girl | 1881                 | aquarela papel                   | No/unknown value                                                                |           |
|        | Carl August Kjellberg | 1917                 | tinta a óleo tela                | No/unknown value                                                                |           |
|        | Carl Jonsson | 1917                 | tinta a óleo tela                | No/unknown value                                                                |           |
|        | En konfirmand | 1908                 | tinta a óleo tela                |                                                                                 |           |
|        | ”Frukost i det gröna” (Grosshandlare Adolf Magnus). | 1886                 | aquarela papel                   | No/unknown value                                                                |           |
|        | Interior of a cottage in Mora | 1878                 | aquarela papel                   | No/unknown value                                                                |           |
|        | North Cape with the midnight sun | 1890                 | tinta a óleo tela                | No/unknown value                                                                |           |
|        | A Portrait of Christian De Falbe, with a Saint Bernard at Luton Hoo | 1884                 |                                  |                                                                                 |           |
|        | A walk in the park | 1882                 | aquarela papel                   | No/unknown value                                                                |           |
|        | Axel Jacobsen | 1917                 | tinta a óleo tela                | No/unknown value                                                                |           |
|        | By the fireplace | 1897                 | tinta a óleo tela                |                                                                                 |           |
|        | Christian Aspelin | 1884                 |                                  |                                                                                 |           |
|        | Count Albert Magnus Stenbock | 1882                 | aquarela papel                   | No/unknown value                                                                |           |
|        | Countess Stenbock | 1882                 | aquarela papel                   | No/unknown value                                                                |           |
|        | Dr. Ira de Ver Warner | 1901                 | tinta a óleo tela                | No/unknown value                                                                |           |
|        | Emma Zorn |                      |                                  |                                                                                 |           |
|        | En Eva | 1902                 | tinta a óleo tela                | No/unknown value                                                                |           |
|        | Eric Frisell | 1917                 | tinta a óleo tela                | No/unknown value                                                                |           |
|        | Fishmarket in St Ives | 1888                 | aquarela papel                   | No/unknown value                                                                |           |
|        | Ernest Cassel | 1886                 | aquarela                         |                                                                                 |           |
|        | Ernst Morris Bratt | 1885                 | aquarela papel                   | No/unknown value                                                                |           |
|        | Eva Sofia Hæggström | 1879                 | aquarela papel                   | No/unknown value                                                                |           |
|        | Fjord landscape | 1891                 | aquarela papel                   | No/unknown value                                                                |           |
|        | Flirtation | 1885                 | aquarela papel                   | No/unknown value                                                                |           |
|        | Flodkulla en face | 1915                 | tinta a óleo tela                | No/unknown value                                                                |           |
|        | Gustav V | 1909                 |                                  |                                                                                 |           |
|        | Kuvåsängen | 1918                 | tinta a óleo tela                | No/unknown value                                                                |           |
|        | Lutenist | 1918                 | tinta a óleo tela                | No/unknown value                                                                |           |
|        | Leda | 1910                 | tinta a óleo tela                | No/unknown value                                                                |           |
|        | Margit | 1891                 | tinta a óleo tela                |                                                                                 |           |
|        | Lace-making in Venice | 1894                 | tinta a óleo tela                |                                                                                 |           |
|        | Naked in a rocky forest | 1908                 | tinta a óleo tela                | No/unknown value                                                                |           |
|        | Old mirror | 1915                 | tinta a óleo tela                | No/unknown value                                                                |           |
|        | Omorgnad - interiör med naken kulla, Örjas Ida | 1905                 | tinta a óleo tela                | No/unknown value                                                                |           |
|        | På vargen | 1918                 | tinta a óleo tela                | No/unknown value                                                                |           |
|        | Sandhamn effect | 1914                 | tinta a óleo tela                | No/unknown value                                                                |           |
|        | Twisted | 1915                 | tinta a óleo tela                | No/unknown value                                                                |           |
|        | Skärgårdsstudie med två nakna | 1902                 | tinta a óleo tela                | No/unknown value                                                                |           |
|        | The Shadow | 1909                 | tinta a óleo tela                | No/unknown value                                                                |           |
|        | Gunnlöd | 1886                 | aquarela papel                   | No/unknown value                                                                |           |
|        | Kusinerna |                      | aquarela                         |                                                                                 |           |
|        | Island in Saxviken | 1890                 | tinta a óleo painel              |                                                                                 |           |
|        | I Top Capu | século XX            |                                  |                                                                                 |           |
|        | Gopsmor cottage in the snow | 1906                 | tinta a óleo tela                | No/unknown value                                                                |           |
|        | Girl portrait | 1882                 | aquarela papel                   | No/unknown value                                                                |           |
|        | Mora church | 1890                 | tinta a óleo painel              |                                                                                 |           |
|        | Lady in Blue | 1887                 | aquarela papel                   | No/unknown value                                                                |           |
|        | Kungsbyggnaden i Rättviks Prostgård | 1876                 | aquarela papel                   | No/unknown value                                                                |           |
|        | Italian with red hat | 1880                 | aquarela papel                   | No/unknown value                                                                |           |
|        | Mother's Joy | fevereiro de 1882    | aquarela papel                   | No/unknown value                                                                |           |
|        | Madame Clara Rikoff - Madame Salomon's sister | 1889                 | tinta a óleo                     |                                                                                 |           |
|        | Landscape from Gopsmor | 1917                 | tinta a óleo tela                |                                                                                 |           |
|        | Mrs. Matilda Klingspor | 1890                 | aquarela papel                   | No/unknown value                                                                |           |
|        | Mrs. Mackenzie | novembro de 1884     | aquarela papel                   | No/unknown value                                                                |           |
|        | Mrs. Hulda Hæggström | 1879                 | aquarela papel                   | No/unknown value                                                                |           |
|        | Mrs. Emily Crane | 1904                 | tinta a óleo tela                | No/unknown value                                                                |           |
|        | Mrs. Dagny Pineus | 1913                 | tinta a óleo tela                | No/unknown value                                                                |           |
|        | Mr. Thomas Weeler | 1894                 |                                  |                                                                                 |           |
|        | Motif from Skeppsholmen | 1890                 | aquarela papel                   | No/unknown value                                                                |           |
|        | Prins Carl | 1898                 | tinta a óleo tela                |                                                                                 |           |
|        | Portrait to Ramón Subercaseaux Vicuña of his daughters | 1892                 | tinta a óleo tela                | No/unknown value                                                                |           |
|        | Portrait of Robert Dunthorne II | 1885                 | aquarela papel                   | No/unknown value                                                                |           |
|        | Portrait of older Lady | 1881                 | aquarela papel                   | No/unknown value                                                                |           |
|        | Portrait of Mrs. Eben Richards | 1899                 | tinta a óleo tela                | No/unknown value                                                                |           |
|        | Portrait of Edith Palgrave Edward in Her London Residence | 1887                 | aquarela                         |                                                                                 |           |
|        | Porträt der Mme Ashley | 1898                 | tinta a óleo                     |                                                                                 |           |
|        | Peeling potatoes | 1920                 | tinta a óleo tela                | No/unknown value                                                                |           |
|        | Peeling potatoes | 1916                 | tinta a óleo tela                |                                                                                 |           |
|        | Mrs. Veronica Heiss | 1883                 | aquarela papel                   | No/unknown value                                                                |           |
|        | Mrs. Piltz | 1913                 | tinta a óleo tela                | No/unknown value                                                                |           |
|        | Spanish Lady in Black Mantilla | 1882                 | aquarela papel                   | No/unknown value                                                                |           |
|        | Sculptor Sven Andersson | 1881                 | aquarela papel                   | No/unknown value                                                                |           |
|        | Faun and Nymph |                      | tinta a óleo tela                | No/unknown value                                                                |           |
|        | Sir Ernest Cassel | 1907                 | tinta a óleo tela                | No/unknown value                                                                |           |
|        | Sitting girl in travel clothes | 1881                 | aquarela papel                   | No/unknown value                                                                |           |
|        | Skeri-kulla (Skeri Emma) | 1911                 | tinta a óleo tela                | No/unknown value                                                                |           |
|        | Sol i skogen | 1907                 | tinta a óleo tela                | No/unknown value                                                                |           |
|        | Spanish actor | 1882                 | aquarela papel                   | No/unknown value                                                                |           |
|        | Spanish lady with black beret | 1882                 | aquarela papel                   | No/unknown value                                                                |           |
|        | Spetssöm | século XX            |                                  |                                                                                 |           |
|        | Sun in the forest | 1907                 | tinta a óleo tela                |                                                                                 |           |
|        | The Letter | 1882                 | aquarela papel                   | No/unknown value                                                                |           |
|        | The Spanish Lady | 1887                 | aquarela papel                   | No/unknown value                                                                |           |
|        | The Herding Maiden's Sunday | 1912                 | tinta a óleo tela                | No/unknown value                                                                |           |
|        | Vita liljor | século XX            | aquarela                         |                                                                                 |           |
|        | Water reflections at stone coffin | 1887                 | tinta a óleo tela                | No/unknown value                                                                |           |
|        | Man and boy in Algiers | 1887                 |                                  |                                                                                 |           |
|        | Calle | 1886                 | aquarela                         |                                                                                 |           |
|        | Night Effect III | 1897                 |                                  |                                                                                 |           |
|        | Portrait of a boy | 1881                 | aquarela papel                   |                                                                                 |           |
|        | Portrait Antonin Proust | 1888                 | tinta a óleo tela                | No/unknown value                                                                |           |
|        | Spanish woman 2 |                      | aquarela papel                   |                                                                                 |           |
|        | Spanish Woman | 1879                 |                                  |                                                                                 |           |
|        | Sleeping Child |                      |                                  |                                                                                 |           |
|        | The Waltz | 1891                 | tinta a óleo tela                |                                                                                 |           |
|        | Morning Mood | 1917                 | tinta a óleo tela                | No/unknown value                                                                |           |
|        | On the blue-grey leather sofa | 1916                 | tinta a óleo tela                |                                                                                 |           |
|        | Portrait of Mrs. de Ver Warner | 1901                 | tinta a óleo tela                | No/unknown value                                                                |           |
|        | Märta | 1917                 | tinta a óleo tela                |                                                                                 |           |
|        | Girl with child | 1880                 | aquarela papel                   | No/unknown value                                                                |           |
|        | Girl from Delsbo | 1906                 | tinta a óleo tela                | No/unknown value                                                                |           |
|        | Portrait of Sigrid Weber | 1882                 | aquarela papel                   | No/unknown value                                                                |           |
|        | Portrait of Lisen Samson | 1881                 | aquarela papel                   | No/unknown value                                                                |           |
|        | Maja | 1900                 | tinta a óleo tela                | Alte Nationalgalerie                                                            |           |
|        | Maria Sheldon Scammon | 1895                 | tinta a óleo tela                | Art Institute of Chicago                                                        |           |
|        | Portrait Study of a Man | 1901                 | tinta a óleo tela                | Art Institute of Chicago                                                        |           |
|        | Nude Girl in Doorway | 1900                 | tinta a óleo tela                | Art Institute of Chicago                                                        |           |
|        | Mrs. Potter Palmer | 1893                 | tinta a óleo tela                | Art Institute of Chicago                                                        |           |
|        | Portrait of Andrew Carnegie, Esq. | 1911                 | tinta a óleo tela                | Carnegie Museum of Art                                                          |           |
|        | William Howard Taft | 1911                 | tinta a óleo                     | Casa Branca                                                                     |           |
|        | Girls Bathing in the Open Air (Out of Doors) ; Bathing Girls, Outside ; Outdoors | 1890                 | tinta a óleo tela                | Galeria Nacional Finlandesa                                                     |           |
|        | Girl in the Loft | 1905                 | tinta a óleo tela                | Galeria Nacional Finlandesa                                                     |           |
|        | Mrs. Morewood | 1883                 |                                  | Galeria Nacional Finlandesa                                                     |           |
|        | The Shy Model | 1917                 | tinta a óleo tela                | Galeria Nacional Finlandesa                                                     |           |
|        | The First Time | 1888                 | tinta a óleo tela                | Galeria Nacional Finlandesa                                                     |           |
|        | In the Skerries | 1894                 | tinta a óleo tela                | Galeria Nacional da Noruega Museu Nacional de Arte                              |           |
|        | Hugo Reisinger | 1907                 | tinta a óleo tela                | Galeria Nacional de Arte                                                        |           |
|        | Madonna | 1900                 |                                  | Galeria Nacional de Arte Gravuras na Galeria Nacional de Arte Coleção Rosenwald |           |
|        | Anatole France | 1906                 |                                  | Galeria Nacional de Arte Gravuras na Galeria Nacional de Arte Coleção Rosenwald |           |
|        | Mona | 1911                 |                                  | Galeria Nacional de Arte Gravuras na Galeria Nacional de Arte Coleção Rosenwald |           |
|        | Dagmar | 1912                 |                                  | Galeria Nacional de Arte Gravuras na Galeria Nacional de Arte Coleção Rosenwald |           |
|        | An Irish Girl | 1894                 |                                  | Galeria Nacional de Arte Gravuras na Galeria Nacional de Arte Coleção Rosenwald |           |
|        | Storm | 1891                 | papel vergé                      | Galeria Nacional de Arte Gravuras na Galeria Nacional de Arte Coleção Rosenwald |           |
|        | Girl with Cigarette | 1891                 |                                  | Galeria Nacional de Arte Gravuras na Galeria Nacional de Arte Coleção Rosenwald |           |
|        | Fisherman at Saint Ives | 1891                 |                                  | Galeria Nacional de Arte Gravuras na Galeria Nacional de Arte Coleção Rosenwald |           |
|        | Mrs. Granberg | 1903                 |                                  | Galeria Nacional de Arte Gravuras na Galeria Nacional de Arte Coleção Rosenwald |           |
|        | Albert Besnard and His Model | 1896                 |                                  | Galeria Nacional de Arte Gravuras na Galeria Nacional de Arte Coleção Rosenwald |           |
|        | Ernest Renan | 1892                 |                                  | Galeria Nacional de Arte Gravuras na Galeria Nacional de Arte Coleção Rosenwald |           |
|        | The Waltz | 1891                 |                                  | Galeria Nacional de Arte Gravuras na Galeria Nacional de Arte Coleção Rosenwald |           |
|        | Auguste Rodin | 1906                 |                                  | Galeria Nacional de Arte Gravuras na Galeria Nacional de Arte Coleção Rosenwald |           |
|        | Bather III (Baigneuse de Dos) | 1896                 |                                  | Galeria Nacional de Arte Gravuras na Galeria Nacional de Arte Coleção Rosenwald |           |
|        | Precipice | 1909                 |                                  | Galeria Nacional de Arte Gravuras na Galeria Nacional de Arte Coleção Rosenwald |           |
|        | A Toast II | 1893                 |                                  | Galeria Nacional de Arte Gravuras na Galeria Nacional de Arte Coleção Rosenwald |           |
|        | The Master-Smith | 1907                 |                                  | Galeria Nacional de Arte Gravuras na Galeria Nacional de Arte                   |           |
|        | Carl Larsson | 1897                 |                                  | Galeria Nacional de Arte Gravuras na Galeria Nacional de Arte Coleção Rosenwald |           |
|        | Mr. and Mrs. Furstenburg | 1895                 |                                  | Galeria Nacional de Arte Gravuras na Galeria Nacional de Arte Coleção Rosenwald |           |
|        | J.B. Faure | 1891                 |                                  | Galeria Nacional de Arte Gravuras na Galeria Nacional de Arte Coleção Rosenwald |           |
|        | Lawyer Wade | 1890                 |                                  | Galeria Nacional de Arte Gravuras na Galeria Nacional de Arte Coleção Rosenwald |           |
|        | Seaward Skerries | 1913                 |                                  | Galeria Nacional de Arte Gravuras na Galeria Nacional de Arte                   |           |
|        | Wet | 1911                 |                                  | Galeria Nacional de Arte Gravuras na Galeria Nacional de Arte                   |           |
|        | Madame Simon, II | 1891                 |                                  | Galeria Nacional de Arte Gravuras na Galeria Nacional de Arte Coleção Rosenwald |           |
|        | Reading (La Lecture) | 1893                 |                                  | Galeria Nacional de Arte Gravuras na Galeria Nacional de Arte                   |           |
|        | Ernest Renan | 1892                 |                                  | Galeria Nacional de Arte Gravuras na Galeria Nacional de Arte                   |           |
|        | Storm (L'orage) | 1891                 | papel pergaminho                 | Galeria Nacional de Arte Gravuras na Galeria Nacional de Arte                   |           |
|        | Emma Rasmussen | 1904                 |                                  | Galeria Nacional de Arte Gravuras na Galeria Nacional de Arte                   |           |
|        | The Two | 1916                 |                                  | Galeria Nacional de Arte Gravuras na Galeria Nacional de Arte                   |           |
|        | Hins Anders | 1904                 | tinta a óleo tela                | Galeria Thielska                                                                |           |
|        | Isabella Gardner | 1894                 |                                  | Galeria Thielska                                                                |           |
|        | At the Bathtub | 1914                 | tinta a óleo tela                | Galeria Thielska                                                                |           |
|        | In the Loft | 1904                 |                                  | Galeria Thielska                                                                |           |
|        | Model Study | 1879                 | tinta a óleo tela                | Galeria Thielska                                                                |           |
|        | On the Rock | 1904                 |                                  | Galeria Thielska                                                                |           |
|        | Christian Aspelin | 1884                 |                                  | Galeria Thielska                                                                |           |
|        | Fanny Thiel née Stiebel | 1890                 | tinta a óleo tela                | Galeria Thielska                                                                |           |
|        | Mrs. Granberg | 1903                 |                                  | Galeria Thielska                                                                |           |
|        | Jacques Thiel | 1890                 | tinta a óleo tela                | Galeria Thielska                                                                |           |
|        | Head of a Woman | 1880                 | aquarela papel                   | Galeria Thielska                                                                |           |
|        | Mourning | 1881                 | aquarela papel                   | Galeria Thielska                                                                |           |
|        | Nocturnal Effect | 1895                 |                                  | Galeria Thielska                                                                |           |
|        | On the Ice at Mora | 1898                 |                                  | Galeria Thielska                                                                |           |
|        | Self-portrait Wearing Wolf Fur | 1916                 |                                  | Galeria Thielska                                                                |           |
|        | Princess Ingeborg II | 1900                 |                                  | Galeria Thielska                                                                |           |
|        | Princess Ingeborg I | 1900                 |                                  | Galeria Thielska                                                                |           |
|        | Portrait of Miss Nyström | 1880                 | aquarela papel                   | Galeria Thielska                                                                |           |
|        | Self-portrait 1889 by Anders Zorn | 1889                 | tinta a óleo tela                | Galleria degli Uffizi                                                           |           |
|        | The Girl from lvdalen | 1911                 | tinta a óleo tela                | Instituto de Artes de Minneapolis                                               |           |
|        | Portrait of Mrs Bacon | 1897                 | tinta a óleo tela                | Metropolitan Museum of Art                                                      |           |
|        | Mrs. John Crosby Brown (Mary Elizabeth Adams, 1842–1918) | 1900                 | tinta a óleo tela                | Metropolitan Museum of Art                                                      |           |
|        | Frieda Schiff (1876–1958), Later Mrs. Felix M. Warburg | 1894                 | tinta a óleo tela                | Metropolitan Museum of Art                                                      |           |
|        | Edward R. Bacon (1846–1915) | 1897                 | tinta a óleo tela                | Metropolitan Museum of Art                                                      |           |
|        | Wet | 1910                 | tinta a óleo tela                | Metropolitan Museum of Art                                                      |           |
|        | Portrait of Robert S. Brookings | 1904                 | tinta a óleo tela                | Mildred Lane Kemper Art Museum                                                  |           |
|        | stillife, book, flowers |                      |                                  | Munich Central Collecting Point                                                 |           |
|        | Mrs. Grover Cleveland | 1899                 | tinta a óleo tela                | Museu Isabella Stewart Gardner                                                  |           |
|        | Abram Piatt Andrew, Jr. | 1911                 | tinta a óleo tela                | Museu Isabella Stewart Gardner                                                  |           |
|        | The Omnibus | 1892                 | tinta a óleo                     | Museu Isabella Stewart Gardner                                                  |           |
|        | Isabella Stewart Gardner in Venice | 1894                 | tinta a óleo tela                | Museu Isabella Stewart Gardner                                                  |           |
|        | Morning Toilet | 1888                 | tinta a óleo tela                | Museu Isabella Stewart Gardner                                                  |           |
|        | Bølgeskvulp | 1887                 |                                  | Museu Nacional de Arte da Dinamarca                                             |           |
|        | Gopsmor | 1910                 | tinta a óleo tela                | Museu Nacional de Belas Artes                                                   |           |
|        | Dança de verão | 1897                 | tinta a óleo tela                | Museu Nacional de Belas-Artes da Suécia                                         |           |
|        | Girls from Dalarna in the sauna | 1906                 | tinta a óleo tela                | Museu Nacional de Belas-Artes da Suécia                                         |           |
|        | Turkish Boatman in the Constantinople Harbour | 1886                 |                                  | Museu Nacional de Belas-Artes da Suécia                                         |           |
|        | Our Daily Bread | 1886                 | papel aquarela                   | Museu Nacional de Belas-Artes da Suécia                                         |           |
|        | The Bride | 1886                 | tinta a óleo tela                | Museu Nacional de Belas-Artes da Suécia                                         |           |
|        | Jean Burnay | 1884                 |                                  | Museu Nacional de Belas-Artes da Suécia                                         |           |
|        | Auto-retrato | 1896                 | tinta a óleo tela                | Museu Nacional de Belas-Artes da Suécia                                         |           |
|        | The Painter Bruno Liljefors | 1906                 | tinta a óleo tela                | Museu Nacional de Belas-Artes da Suécia                                         |           |
|        | By Lake Siljan | 1905                 | tinta a óleo tela                | Museu Nacional de Belas-Artes da Suécia                                         |           |
|        | The Artist's Wife | 1889                 |                                  | Museu Nacional de Belas-Artes da Suécia                                         |           |
|        | In Mourning | 1880                 |                                  | Museu Nacional de Belas-Artes da Suécia                                         |           |
|        | Port of Hamburg | 1891                 | papel aquarela                   | Museu Nacional de Belas-Artes da Suécia                                         |           |
|        | Auto-retrato | 8 de março de 1882   | papel aquarela                   | Museu Nacional de Belas-Artes da Suécia                                         |           |
|        | A primeira vez | 1888                 | guache tinta a óleo tela         | Museu Nacional de Belas-Artes da Suécia                                         |           |
|        | Castles in the Air | 1885                 | papel aquarela                   | Museu Nacional de Belas-Artes da Suécia                                         |           |
|        | A Musical Family | 1905                 | tinta a óleo tela                | Museu Nacional de Belas-Artes da Suécia                                         |           |
|        | After the Bath | 1895                 | tinta a óleo tela                | Museu Nacional de Belas-Artes da Suécia                                         |           |
|        | Home Tunes | 1920                 | tinta a óleo tela                | Museu Nacional de Belas-Artes da Suécia                                         |           |
|        | Henry Clay Pierce | 1899                 | tinta a óleo tela                | Museu Nacional de Belas-Artes da Suécia                                         |           |
|        | A toast in Idun | 1892                 | tinta a óleo tela                | Museu Nacional de Belas-Artes da Suécia                                         |           |
|        | Dalecarlian Girl Knitting. Cabbage Margit | 1901                 | tinta a óleo tela                | Museu Nacional de Belas-Artes da Suécia                                         |           |
|        | Mr Frans R. Heiss | 1891                 | tinta a óleo tela                | Museu Nacional de Belas-Artes da Suécia                                         |           |
|        | Mrs Veronica Heiss | 1891                 | tinta a óleo tela                | Museu Nacional de Belas-Artes da Suécia                                         |           |
|        | Study of a Nude | década de 1890       | tinta a óleo painel              | Museu Nacional de Belas-Artes da Suécia                                         |           |
|        | Coquelin Cadet | 1889                 | tinta a óleo tela                | Museu Nacional de Belas-Artes da Suécia                                         |           |
|        | Omnibus | 1892 1891            | tinta a óleo tela                | Museu Nacional de Belas-Artes da Suécia                                         |           |
|        | The Little Brewery | 1890                 | tinta a óleo tela                | Museu Nacional de Belas-Artes da Suécia                                         |           |
|        | Love nymph | 1883                 | aquarela papel                   | Museu Nacional de Belas-Artes da Suécia Parlamento da Suécia                    |           |
|        | Transferred to the Riksdag: Dance in Gopsmor | 1906                 | tinta a óleo tela                | Museu Nacional de Belas-Artes da Suécia Parlamento da Suécia                    |           |
|        | A Young Farm Girl | 1880                 | aquarela                         | Museu Nacional de Belas-Artes da Suécia                                         |           |
|        | Mrs Henriette Lamm |                      |                                  | Museu Nacional de Belas-Artes da Suécia                                         |           |
|        | Landscape Study from Mora | 1886                 | aquarela                         | Museu Nacional de Belas-Artes da Suécia                                         |           |
|        | "Braskkulla" (Bridesmaid) | 1902                 | tinta a óleo tela                | Museu Nacional de Belas-Artes da Suécia                                         |           |
|        | Young Girl from Dalarna |                      | tinta a óleo tela                | Museu Nacional de Belas-Artes da Suécia                                         |           |
|        | Interior with Children | 1890                 |                                  | Museu Nacional de Belas-Artes da Suécia                                         |           |
|        | A Fan With the Salomon Sisters | século XIX           |                                  | Museu Nacional de Belas-Artes da Suécia                                         |           |
|        | Mefisto Consul Dahlander | 1884                 |                                  | Museu Nacional de Belas-Artes da Suécia                                         |           |
|        | Bedouin Girl | 1886                 |                                  | Museu Nacional de Belas-Artes da Suécia                                         |           |
|        | Gunnlöd | 1886                 |                                  | Museu Nacional de Belas-Artes da Suécia                                         |           |
|        | Carl Snoilsky (1841-1903), count, author, librarian, member of the Swedish Academy, married to 1. countess Hedvig Charlotta Amalia Piper, 2. baroness, author Ebba Fredrika Eleonora Ruuth | 1887                 |                                  | Museu Nacional de Belas-Artes da Suécia                                         |           |
|        | Emma Lamm with Straw Hat | 1881                 |                                  | Museu Nacional de Belas-Artes da Suécia                                         |           |
|        | Fiskare i St Ives | 1888                 |                                  | Museu Nacional de Belas-Artes da Suécia                                         |           |
|        | Gammal gumma i glasögon och schalett | 1880                 |                                  | Museu Nacional de Belas-Artes da Suécia                                         |           |
|        | På terrassen | 1887                 | aquarela papel                   | Museu Nacional de Belas-Artes da Suécia                                         |           |
|        | Hamnbild |                      | aquarela papel                   | Museu Nacional de Belas-Artes da Suécia                                         |           |
|        | Spansk yngling och flicka | 1884                 |                                  | Museu Nacional de Belas-Artes da Suécia                                         |           |
|        | Studerande G. Olsson "Putte" | 1873                 |                                  | Museu Nacional de Belas-Artes da Suécia                                         |           |
|        | Waterfront |                      |                                  | Museu Nacional de Belas-Artes da Suécia                                         |           |
|        | Naken modell vid en dörr. Ur skissbok | década de 1890       |                                  | Museu Nacional de Belas-Artes da Suécia                                         |           |
|        | Spelman och fem unga flickor |                      |                                  | Museu Nacional de Belas-Artes da Suécia                                         |           |
|        | Spelman |                      |                                  | Museu Nacional de Belas-Artes da Suécia                                         |           |
|        | Kulla | 1903                 |                                  | Museu Nacional de Belas-Artes da Suécia                                         |           |
|        | Porträtt av en blond dam. Ur skissbok |                      |                                  | Museu Nacional de Belas-Artes da Suécia                                         |           |
|        | Naken modell |                      |                                  | Museu Nacional de Belas-Artes da Suécia                                         |           |
|        | Stående naken modell "Ångman". Ur skissbok | 1919                 |                                  | Museu Nacional de Belas-Artes da Suécia                                         |           |
|        | Marine. Study of the Atlantic | 1894                 |                                  | Museu Nacional de Belas-Artes da Suécia                                         |           |
|        | Spanjorska | 1881                 | aquarela papel                   | Museu Nacional de Belas-Artes da Suécia                                         |           |
|        | Direktören för Riksbankens avdelningskontor i Halmstad Frihiof Horner | 1880                 |                                  | Museu Nacional de Belas-Artes da Suécia                                         |           |
|        | Mansporträtt | 1880                 |                                  | Museu Nacional de Belas-Artes da Suécia                                         |           |
|        | Frukosten |                      |                                  | Museu Nacional de Belas-Artes da Suécia                                         |           |
|        | Ridlärare | 1881                 |                                  | Museu Nacional de Belas-Artes da Suécia                                         |           |
|        | Porträtt av löjtnant Erik Gahn |                      |                                  | Museu Nacional de Belas-Artes da Suécia                                         |           |
|        | Kvinnoporträtt |                      |                                  | Museu Nacional de Belas-Artes da Suécia                                         |           |
|        | Ung spanjorska med solfjäder | 1882                 |                                  | Museu Nacional de Belas-Artes da Suécia                                         |           |
|        | Kamratporträtt från skolåren |                      |                                  | Museu Nacional de Belas-Artes da Suécia                                         |           |
|        | Riding military | 1873                 |                                  | Museu Nacional de Belas-Artes da Suécia                                         |           |
|        | Marine. Study of the Atlantic | 1894                 |                                  | Museu Nacional de Belas-Artes da Suécia                                         |           |
|        | Skiss till "Omnibus". Ur skissbok | 1891                 |                                  | Museu Nacional de Belas-Artes da Suécia                                         |           |
|        | Aktstudie |                      |                                  | Museu Nacional de Belas-Artes da Suécia                                         |           |
|        | Sea Study | 1888                 |                                  | Museu Nacional de Belas-Artes da Suécia                                         |           |
|        | Figurstudier |                      |                                  | Museu Nacional de Belas-Artes da Suécia                                         |           |
|        | Landskapsmålare Olof Grafström | 1878                 |                                  | Museu Nacional de Belas-Artes da Suécia                                         |           |
|        | Fredrik Wilhelm Scholander | 1881                 |                                  | Museu Nacional de Belas-Artes da Suécia                                         |           |
|        | Mansporträtt |                      |                                  | Museu Nacional de Belas-Artes da Suécia                                         |           |
|        | Young Gustaf Eriksson before King Johan |                      |                                  | Museu Nacional de Belas-Artes da Suécia                                         |           |
|        | “The Amateur” – Portrait of the Architect Ferdinand Boberg (1860-1946) | 1883                 |                                  | Museu Nacional de Belas-Artes da Suécia                                         |           |
|        | Mrs Abby Marion Deering Howe | 1900                 | tinta a óleo tela                | Museu Nacional de Belas-Artes da Suécia                                         |           |
|        | Country festival | 1890                 | tinta a óleo tela                | Museu Pushkin                                                                   |           |
|        | Dalecarlian Peasant | 1919                 |                                  | Museu de Arte de Cleveland                                                      |           |
|        | Outdoors | 1888                 | tinta a óleo tela                | Museu de Arte de Gotemburgo                                                     |           |
|        | Portrait of Roseta Mauri | 1888                 | aquarela papel                   | Museu de Arte de Gotemburgo                                                     |           |
|        | Gondola in Front of the Palazzo Barbaro | 1894                 | aquarela papel                   | Museu de Arte de Gotemburgo Museu Nacional de Belas-Artes da Suécia             |           |
|        | Impressions de Londres | 1890                 |                                  | Museu de Arte de Gotemburgo                                                     |           |
|        | Gipsy Forge | 1885                 | aquarela guache papel            | Museu de Arte de Gotemburgo                                                     |           |
|        | En Route to Burano | 1894                 |                                  | Museu de Arte de Gotemburgo                                                     |           |
|        | Night Effect | 1895                 | tinta a óleo tela                | Museu de Arte de Gotemburgo Fürstenberg Gallery                                 |           |
|        | Model at Shore | 1912                 | tinta a óleo tela                | Museu de Arte de Gotemburgo                                                     |           |
|        | The Large Brewery | 1890                 | tinta a óleo                     | Museu de Arte de Gotemburgo                                                     |           |
|        | Göthilda Fürstenberg | 1898                 | tinta a óleo                     | Museu de Arte de Gotemburgo Fürstenberg Gallery                                 |           |
|        | Pontus Fürstenberg | 1898                 | tinta a óleo                     | Museu de Arte de Gotemburgo Fürstenberg Gallery                                 |           |
|        | Mona and Karin | 1885                 | tinta a óleo                     | Museu de Arte de Gotemburgo Fürstenberg Gallery                                 |           |
|        | Bather with Parasol, Dalarö | 1889                 | tinta a óleo                     | Museu de Arte de Gotemburgo Fürstenberg Gallery                                 |           |
|        | On the Attic Stairs | 1898                 | tinta a óleo                     | Museu de Arte de Gotemburgo                                                     |           |
|        | Gateway in Alhambra | 1887                 | tinta a óleo                     | Museu de Arte de Gotemburgo                                                     |           |
|        | Garden in Algiers | 1887                 | tinta a óleo                     | Museu de Arte de Gotemburgo                                                     |           |
|        | Self-Portrait | 1907                 | tinta a óleo tela                | Museu de Arte de Malmö                                                          |           |
|        | Daniel Catlin | 1901                 | tinta a óleo tela                | Museu de Arte de Saint Louis                                                    |           |
|        | Halsey Cooley Ives | década de 1890       | tinta a óleo tela                | Museu de Arte de Saint Louis                                                    |           |
|        | Lucy Turner Joy | 1897                 | tinta a óleo tela                | Museu de Arte de Saint Louis                                                    |           |
|        | Opal | 1891                 | tinta a óleo                     | Museu de Arte de Worcester                                                      |           |
|        | Opal | 1891                 | tinta a óleo tela                | Museu de Arte de Worcester                                                      |           |
|        | Peasant Girl (Floda Kullan) | 1908                 | tinta a óleo tela                | Museu de Arte de Worcester                                                      |           |
|        | Portrait of Martha Dana | 1899                 | tinta a óleo tela                | Museu de Belas Artes de Boston                                                  |           |
|        | George Peabody Gardner | 1899                 | tinta a óleo tela                | Museu de Belas Artes de Boston                                                  |           |
|        | Portrait of Richard Teller Crane |                      | tinta a óleo tela                | Museu de Belas Artes de Boston                                                  |           |
|        | Mother and Child | 1900                 | tinta a óleo tela                | Museu de Belas Artes de Budapeste Galeria Nacional Húngara                      |           |
|        | Portrait d'Eugène Spuller |                      |                                  | Museu de Belas Artes de Dijon                                                   |           |
|        | With Mother | 1895                 | tinta a óleo tela                | Museu de Belas Artes de Gante                                                   |           |
|        | Alfred Beurdeley | 1906                 | tinta a óleo tela                | Museu de Orsay                                                                  |           |
|        | Femme nue se coiffant | 1907                 | tinta a óleo tela                | Museu de Orsay                                                                  |           |
|        | Un pêcheur | década de 1880       | tinta a óleo tela                | Museu de Orsay                                                                  |           |
|        | Nude woman combing her hair | 1907                 | tinta a óleo tela                | Museu de Orsay                                                                  |           |
|        | A Fisherman | 1888                 | tinta a óleo tela                | Museu de Orsay                                                                  |           |
|        | The Schwartz Girls drawing | 1889                 | guache madeira                   | Museu de Orsay                                                                  |           |
|        | Erik Axel Karlfeldt dans la salle à manger de Zorngårdens | 1906                 | tinta a óleo tela                | Museu de Zorn                                                                   |           |
|        | Max Liebermann | 1891                 | tinta a óleo tela                | Museu de Zorn                                                                   |           |
|        | Midnight | 1891                 | tinta a óleo tela                | Museu de Zorn                                                                   |           |
|        | In Wikströms studio | 1889                 | tinta a óleo tela                | Museu de Zorn                                                                   |           |
|        | Dandelions | 1889                 | tinta a óleo tela                | Museu de Zorn                                                                   |           |
|        | Summer bath | 1894                 | tinta a óleo tela                | Museu de Zorn                                                                   |           |
|        | The Bathers | 1 de janeiro de 1889 | tinta a óleo tela                | Museu de Zorn                                                                   |           |
|        | Self-portrait in a wolfskin | 1915                 | tinta a óleo tela                | Museu de Zorn                                                                   |           |
|        | Emma Zorn lendo | 1887                 | tinta a óleo tela                | Museu de Zorn                                                                   |           |
|        | The misses Salomon | 1888                 | papel aquarela                   | Museu de Zorn                                                                   |           |
|        | Dance in the Gopsmorkate | 1914                 | tinta a óleo tela                | Museu de Zorn                                                                   |           |
|        | Mona | 1898                 | tinta a óleo tela                | Museu de Zorn                                                                   |           |
|        | Self Portrait in Red | 1915                 | tinta a óleo tela                | Museu de Zorn                                                                   |           |
|        | Nude |                      | aquarela                         | Museu de Zorn                                                                   |           |
|        | Summer Evening | 1888                 | tinta a óleo tela                | Museu de Zorn                                                                   |           |
|        | Herdsmaid | 1908                 | tinta a óleo tela                | Museu de Zorn                                                                   |           |
|        | Im Hamburger Hafen | 1891                 | aquarela papel                   | Museu de Zorn                                                                   |           |
|        | Mother and daughter | 1909                 | tinta a óleo tela                | Museu de Zorn                                                                   |           |
|        | Étude Éclairage | 1890                 | tinta a óleo tela                | Museu de Zorn                                                                   |           |
|        | Evening in June | 1886                 | aquarela                         | Museu de Zorn                                                                   |           |
|        | Old Anne | 1887                 | tinta a óleo tela                | Museu de Zorn                                                                   |           |
|        | Doorway to the Palazzo Barbaro | 1894                 |                                  | Museu de Zorn                                                                   |           |
|        | Kyrkviken bei Lidingö | 1883                 |                                  | Museu de Zorn                                                                   |           |
|        | Sommervergnügen | 1886                 | aquarela                         | Museu de Zorn                                                                   |           |
|        | Joseph Randolph Coolidge (1828-1925) | 1899                 | tinta a óleo tela                | Museus de Arte de Harvard                                                       |           |
|        | C. W. Armitage | 1889                 | tinta a óleo tela                | National Gallery of Victoria                                                    |           |
|        | Grover Cleveland | 1899                 | tinta a óleo tela                | National Portrait Gallery                                                       |           |
|        | Nelson Wilmarth Aldrich | 1913                 | tinta a óleo tela                | National Portrait Gallery                                                       |           |
|        | Frances Folsom Cleveland | 1899                 | tinta a óleo tela                | National Portrait Gallery                                                       |           |
|        | Charles Nagel | 1901                 | tinta a óleo tela                | National Portrait Gallery                                                       |           |
|        | Samuel Untermyer (1858–1940) | 1901                 | tinta a óleo tela                | New-York Historical Society                                                     |           |
|        | Charles Tracy Barney (1850–1907) | 1904                 | tinta a óleo tela                | New-York Historical Society                                                     |           |
|        | Dr. William Taussig | 1897                 |                                  | Speed Art Museum                                                                |           |
|        | Carl Fredrik Liljevalch, 1837-1909 | 1906                 | tinta a óleo tela                | Statens porträttsamling Museu Nacional de Belas-Artes da Suécia                 |           |
|        | Agnes Branting (1862-1930), textile artist, textile researcher | 1912                 |                                  | Statens porträttsamling Museu Nacional de Belas-Artes da Suécia                 |           |
|        | William B. Ogden | 1895                 | tinta a óleo tela                | Wadsworth Atheneum                                                              |           |
|        | Rainha Sofia | 1909                 | tela tinta a óleo                | Waldemarsudde                                                                   |           |
|        | Frileuse | 1894                 | tinta a óleo tela                | Waldemarsudde                                                                   |           |
|        | Kuver Maja |                      |                                  | Waldemarsudde                                                                   |           |
|        | Prince Eugén, Duke of Närke | 1910                 | tinta a óleo tela                | Waldemarsudde                                                                   |           |
|        | Portrait of Dr. Ira De Ver Warner | 1900                 | tinta a óleo tela                | Yale University Art Gallery                                                     |           |
|        | Flottar Maja | 1917                 | tinta a óleo tela                | coleção particular                                                              |           |
|        | Maja von Heijne | 1900                 |                                  | coleção particular                                                              |           |

∑ 405 items.